# Музей игрушки (Санкт-Петербург)
Санкт-Петербу́ргский музе́й игру́шки — негосударственное учреждение культуры в Санкт-Петербурге, (Россия). Был основан в мае 1997 года и стал вторым подобным учреждением культуры в России после сергиевопосадского Музея игрушки. Входит в Союз музеев России.
Кандидат искусствоведения Мария Марченко, один из основателей и первый директор музея, характеризовала его так:

Петербургский Музей игрушки создан как музей художественный, призванный собирать, хранить, экспонировать и изучать игрушку не только как уникальное явление материальной культуры, но и как особый вид искусства, в котором сплетаются древние национальные традиции и самые современные художественные тенденции.

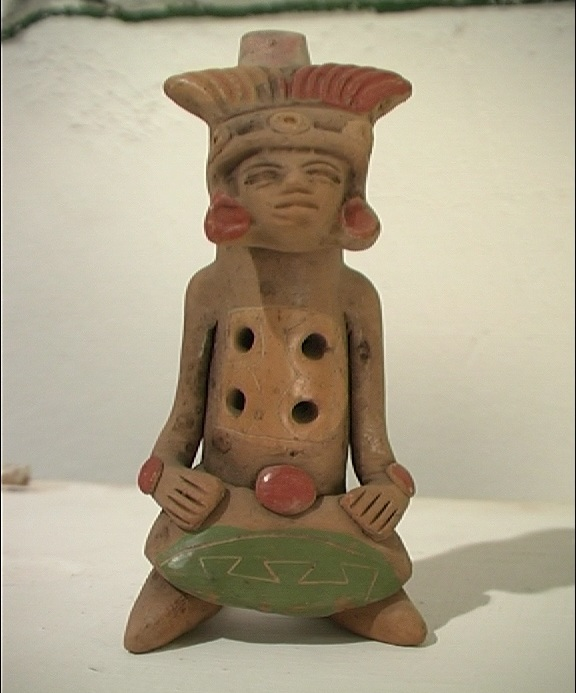
Народная игрушка и музыкальный инструмент — окарина. Латинская Америка, предположительно Мексика

Музей игрушки стал одним из первых негосударственных музеев Петербурга. Его существование поддерживается пожертвованиями компаний-учредителей, а также физических лиц, коллекция пополняется авторскими и промышленными игрушками разных стран. Посетители могут ознакомиться с ними на обновляемых экспозициях. До начала декабря экспонируется выставка «Театр в традиционной культуре и детской комнате».

Музей проводит тематические выставки художников России, СНГ и современных западноевропейских мастеров изобразительного искусства, проводятся экскурсии, конкурсы, конференции и семинары. В выставках и проектах музея принимали участие многие художники:
С. Азархи, О. Адрианова, Р. Алмаметов, В. Багдасарян, Г. Белехова, Л. Белова, Н. Бельтюкова, Л. Берлин, С. Бородкин, О. Бурьян, И. Васильев, С. Витковская, Б. Власов, Ф. Волосенков, М. Гавричков, И. Ганзенко, О. Герр, И. Говорков, Вик. Григорьев, Е. Гриневич, Л. Грольман, Е. Губанова, В. Данилов, Н.Данилевский, Р. Доминов, А. Жабрева, О. Жогин, В. Загоров, А. Задорин, А. Заславский, А. Зинштейн, Т. Зусес, Валер. Иванов, Е. Каторгина, И. Князев, Комельфо, П. Конников, Н. Константиновская, В. Копейчук, Г. Корнилов, Е. Кузнецова, А.Киреянов, Т. Лебедева, В. Лукка, М. Лукка, В. Мажуга, А. Мальцева, Н. Меренцева, А. Молев, О. Мунтян, Т. Николаенко, Е. Новикова, С. Новикова, Т. Новоселова, В. Носкова, М. Орлова, Д. Персиянова, Г. Писарева, Н. Писарева, А. Позин, А. Пушкарева, В. Радин, И. Рассохина, П. Рейхет, Б. Сергеев, Е. Сивель, А. Симуни, С. Скуляри, Л. Сморгон, Т. Соломатина, С. Соринский, М. Спивак, В. Ставницер, И. Сульменева, С. Сухарев, С. Тарасов (Новгород), И. Тарасюк, В. Татаренко, П. Татарников, А. Тимченко, Е. Токарева, Г. Филатова, Д. Хайченко, М. Хлобыстина, М. Холмова, Н. Храмихина, Н. Цехомская, И. Чагалидзе, И. Четвериков, Т. Чурсинова, А. Широков, А. Штерн, В. Шумаков, Р. Шустров, Е. Щелчкова, Н. Эверлинг, Е. Юркович, И. Яблочкина, С. Яиков, Е. Якуничева, О. Яхнин.
Ведётся издательская деятельность.

## Технические параметры музея
На сегодняшний день на балансе музея числится 17211 предметов, из которых 14789 находятся в основном фонде музея.

Экспозиционно-выставочная площадь музея — 130 м², площадь временных выставок — 60 м², фондохранилищ — 30 м². В подразделения музея входят отдельная экспертная группа, библиотека с архивом, а также реставрационные мастерские, которые занимаются изделиями из текстиля, керамики и древесины. В коллективе организации работают шесть сотрудников, трое из них являются научными сотрудниками. Среднее количество посетителей в год — 12 000.